# 毛炳权
毛炳权（1933年11月2日—），男，广东东莞人，中国高分子化工专家，中国工程院院士，北京化工研究院教授级高级工程师。

## 生平
1959年，毕业于莫斯科门捷列夫化工学院获工程师学位。1995年，当选中国工程院院士。